# Kayak-polo
El kayak polo es un deporte colectivo con balón donde se enfrentan 5 vs 5 en un campo delimitado de 23x35m. Sus jugadores se desplazan en un kayak de 3 metros de largo con la ayuda de una pala que tiene una longitud aproximada de 2 metros. Además cada jugador va a provisto de un cubrebañeras para que no le entre el agua, un chaleco con su dorsal correspondiente por delante y por detrás y un casco con rejilla para protegerle de los golpes. El objetivo es  marcar el máximo número de goles en la portería contraria. Las porterías se encuentran a 2 metros de altura y su dimensión es de 1 x 1,5 metros de altura .

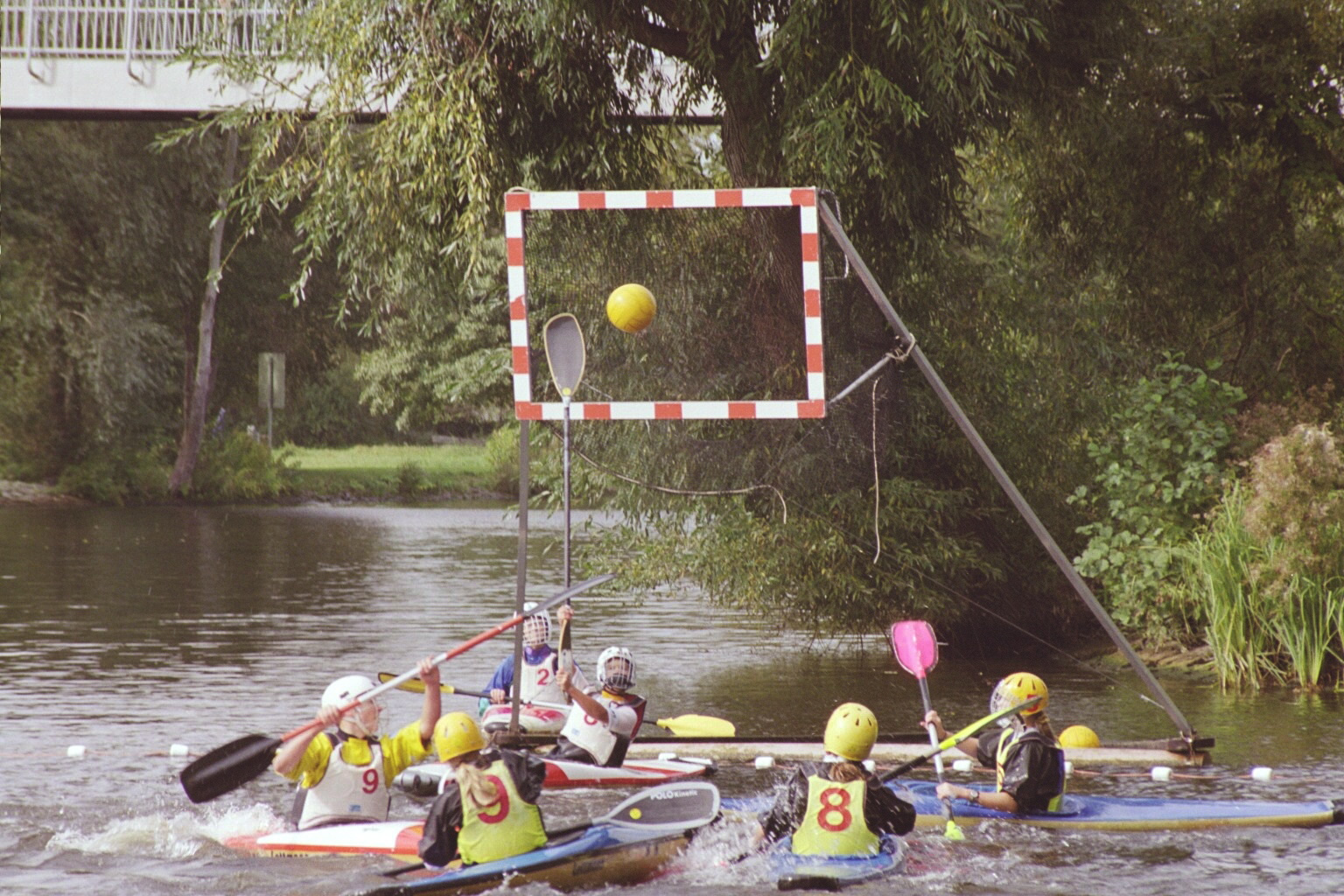
Competidores encarando a puerta.

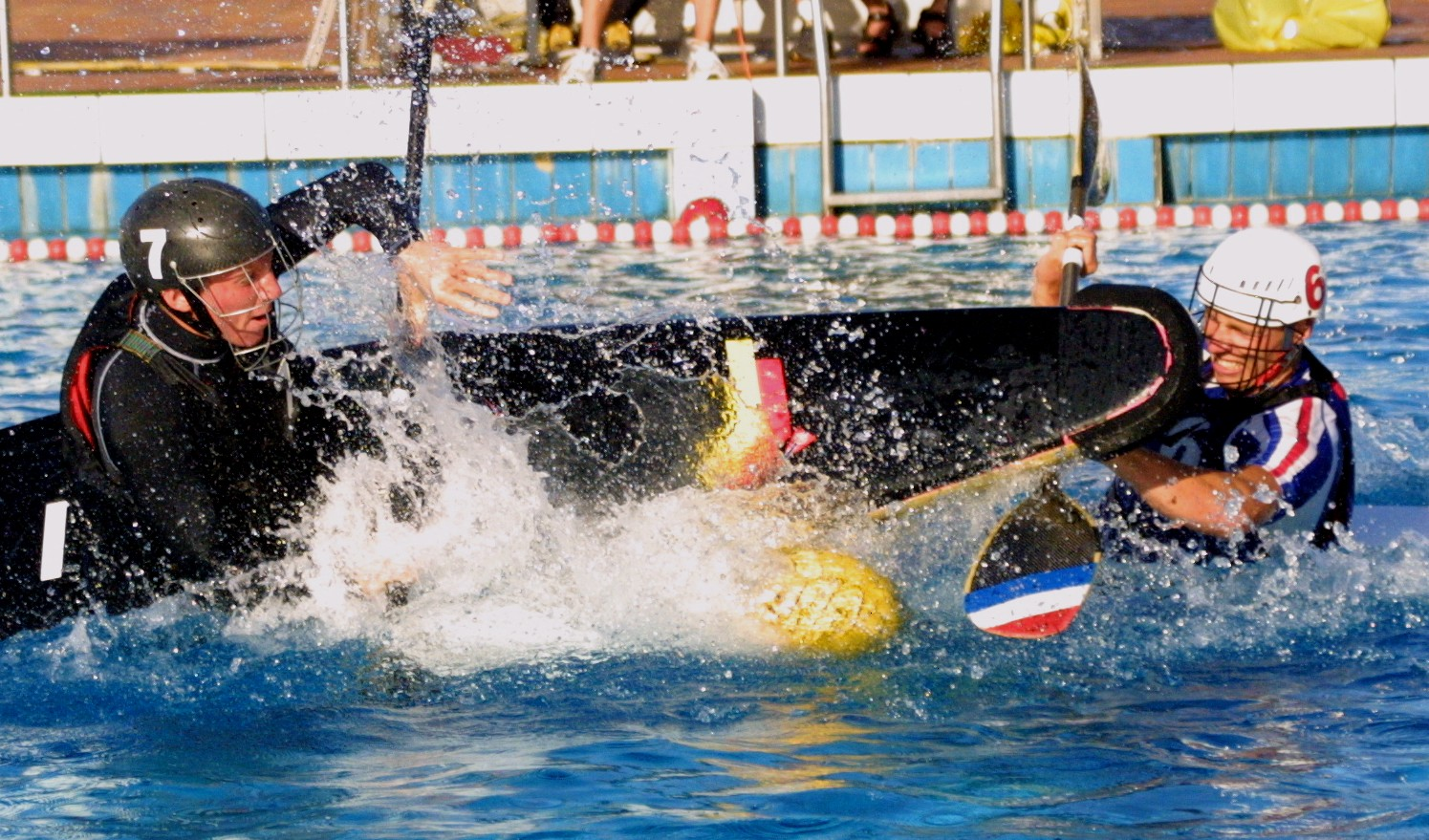
Jugadores disputando el balón.

## Descripción
El deporte se practica en muchos países de todos los continentes, como entretenimiento y como deporte profesional. 
En 2005 se incluyó este deporte en el programa de los World Games en Duisburgo (Alemania) mediante el patrocinio del Comité Olímpico Internacional.
El juego se describe a menudo como una combinación de waterpolo, baloncesto y piragüismo. Es veloz y agresivo, pero relativamente falto de lesiones. La táctica y desarrollo del juego no son muy distintos del baloncesto o waterpolo, pero con la complejidad añadida de los kayaks, que son excelentes «escudos» protectores del balón.
El balón, que es un balón de waterpolo, se pasa de mano a mano entre los jugadores, además de permitirse el manejo del balón con la pala. Se permite empujar a un jugador si tiene el balón y solo puede tener la posesión del balón durante cinco segundos. Los jugadores pueden llevar el balón lanzándolo al agua por delante de ellos. La mayoría de las reglas son concernientes a la seguridad de los jugadores.
En algunas ocasiones existen jueces quienes evalúan el juego según el manejo y control de la pelota en cada equipo dentro del juego.
El kayak polo se juega tanto en piscinas cubiertas como en campos exteriores con dimensiones de 35 x 23 m. Los bordes del campo se marcan mediante corcheras o líneas de pequeñas boyas.
Hay dos árbitros (uno en cada lado del campo), y suelen estar de pie en la orilla, más que en kayaks. El equipo arbitral también consta de dos jueces de línea que controlan la posición del jugador que al inicio del partido va a ir a recoger el balón.
Las porterías miden 1 x 1,5 m; son un marco con una red, y están suspendidas a dos metros sobre el agua. El jugador que actúa como portero, defiende la portería con su pala levantándola verticalmente. Hay reglas especiales en relación con el portero, como que el equipo atacante no puede tocar directamente ni con el kayak ni con el cuerpo al portero. 
El juego se juega oficialmente en dos tiempos de diez minutos. Los equipos intercambian el campo entre cada tiempo. Cada tiempo comienza con un esprint en el que cada equipo se alinea en su línea de portería y el balón se lanza en la mitad de los campos por el árbitro. Un jugador de cada equipo corre para conseguir la posesión del balón.

## Competiciones

### Competiciones oficiales en España
En España este deporte está gestionado por la Federación Española de Piragüismo. En la temporada 2011 Existen dos competiciones de clubes de carácter oficial. Una de ellas es la Copa de España de Kayak Polo de clubes, consistente en diferentes modelos de competición según la categoría. En la Primera División Masculina se jugará una liga a doble partido con los partidos repartidos en 5 citas, finalizando con un torneo play-off. En la Segunda División Masculina se jugará una liga a doble partido durante 5 jornadas, y en las competiciones femenina y masculinas sub-21 y sub-16 se juegan torneos puntuables, que decidirán el campeón de la categoría tras sumar los puntos obtenidos en cada torneo. 
La otra competición es el Campeonato de España de Kayak Polo por clubes consistente en un solo torneo para las categorías masculina sénior, femenina y mixta sub-21. También se hace una clasificación conjunta de estas competiciones llamada Liga Nacional. 
Se celebran Campeonatos del Mundo de este deporte cada 2 años. A nivel internacional, este deporte es organizado por el Comité de Kayak polo (Canoe Polo Comittee) de la Federación Internacional de Piragüismo (International Canoe Federation), como una de las disciplinas del piragüismo.

## Historia
La primera referencia de sus orígenes la podemos encontrar en un artículo del periódico inglés The Graphic en 1880, donde se describe un juego que se realizaba en los muelles de Escocia. Los hombres utilizaban barriles de madera y se sentaban en sillas de montar, ayudándose con un remo para disputar el balón en juego, imitando al deporte tradicional del Polo.
En los años 1920, en Alemania empezaron a utilizar los kayaks para desenvolverse en el agua en vez de los barriles. Eran kayaks de 4m y de un peso considerable que los hacían muy estables y prácticamente imposibles de volcar. Se jugaba en un campo de unos 90 m de longitud y en cada extremo se colocaba, flotando en el agua, una portería de 4 m de largo y metro y medio de altura, muy similar a las que hay actualmente en waterpolo. También por esta época se jugaban partidos de 2 tiempos de 20 minutos cada uno. Los jugadores podían pasarse el balón o marcar un gol, tanto con la mano, como con la pala y utilizaban también casco, aunque sin rejilla de protección, y chalecos salvavidas.
En Francia, la primera noticia data de 1929 en Chalifert, pero en vez de kayaks, lo hacían con canoas.
En el Reino Unido, la primera referencia sale del libro Usted y su Canoa, publicado en 1940 por Oliver Cock. El autor y sus amigos, que formaban parte del Chalfont Park Canoe Club, estaban disfrutando de sus kayaks cuando le cayó una pelota de tenis cerca, la cogió y la lanzó a alguno de sus compañeros para mojarlos. Este la cogió del mismo modo y la lanzó con la misma intención que Oliver Cook, y así, de uno a otro se fueron pasando la pelota. Pronto, esta pelota sería sustituida por una de fútbol utilizando los bordes del río como extremos del campo y los arbustos de detrás de los equipos como porterías.
En 1970, en el "Show Boat", acontecimiento europeo de piragüismo, celebrado en el Crystal Palace de Londres cuando los países se reúnen y recogen información de los estilos de juego de los otros países y 10 años más tarde se redactaría y publicaría el primer reglamento oficial de este deporte por la I.C.F. (International Canoe Federation). En 1978 publicarían el primer reglamento oficioso del Reino Unido donde se especificaban algunas reglas como por ejemplo: Campo de 90 × 50 metros, equipos de seis y tres reservas, dos tiempos de 30 minutos, fuera de juego, etc.
En 1990, de nuevo en el Reino Unido, el kayak polo fue evolucionando hasta colocar unas porterías de 1 metro × 1 metro colgadas a dos metros de altura, y donde la pala se utilizaba muy poco para manejar el balón, pero el defensor sí la utilizaba ya para parar los tiros. El campo era ya de 35 × 20 m de anchura, y tanto los chalecos como los cascos ya eran obligatorios.
Tras la Olimpiada de Seúl vino la unificación de las reglas de juego. Se celebraron los primeros campeonatos de Europa en 1993 donde Alemania fue la vencedora, y en 1994 se celebró el primer Campeonato del Mundo en Sheffield, Reino Unido. Actualmente, el kayak polo se juega en todo el mundo en países como Finlandia, Países Bajos, Suecia, Bélgica, Alemania, Italia, Hungría, Irlanda, Australia, Hong Kong, Malasia, China, Japón, Estados Unidos, Canadá, Irán, Portugal, Suiza, Austria, España, Argentina, etc. y cada día avanza hacia nuevos países y sigue evolucionando en cada país.

### En Argentina
Actualmente el deporte de Kayak Polo en Argentina se encuentra en varios clubes de Buenos Aires, Santa Fe, y La Pampa. En Buenos Aires se concentran 7 clubes; en la ciudad de Belén de Escobar (Club de Pescadores,  Kayak Escobar y Club de Remo y Náutica de Belén de Escobar); en la ciudad de Ezeiza (Club Asociación Kayakistas de Aventura); en Mar del Plata (Asociación Marplatense de Kayakistas); en La Plata (Universidad Nacional La Plata) y en Necochea (Necochea Rowing Club). En Santa Fe el club de Rosario Central, practica el deporte también, y en La Pampa también se encuentra en desarrollo.
Anualmente se disputa la Copa Argentina de Kayak Polo que se juega en cuatro fechas rotando las sedes entre los clubes mencionados. 

#### Sudamericano 2016
Argentina fue sede del Sudamericano 2016, el cual se disputó en el predio del CENADE (Ezeiza) y contó además con la participación de Brasil y Guayana Francesa. En esta oportunidad el Seleccionado Argentino logró el tercer puesto en la categoría Masculino Sénior. El Seleccionado Nacional Archivado el 6 de marzo de 2018 en Wayback Machine. fue conformado por los atletas: Alexis Freyre (Capitán), Diego Gago, Matias Narváez, Nicolás Fasce, Diego Fasce, Marcelo Rolón, Andrés Traversa, Ariel Morán y Sebastián Rossi. Los entrenadores fueron Fernando Taglioretti y Mauricio Bucci.

#### Panamericano 2017
Argentina fue sede del Panamericano 2017 y se disputó también en el predio del CENADE (Ezeiza). Los equipos de Argentina, Canadá, Estados Unidos y Guayana Francesa compitieron en las categorías Masculino Sénior y Femenino Sénior; mientras que Brasil solo compitió en la categoría Masculino Sénior. En esta oportunidad Argentina obtuvo el tercer puesto en las categorías Masculino Sénior y Femenino Sénior. El Seleccionado Nacional Masculino Sénior fue conformado por los atletas: Alexis Freyre (Capitán), Diego Gago, Luis Alderetes, Matias Narváez, Nicolás Fasce, Diego Fasce, Marcelo Rolón, Andrés Traversa, Ariel Morán y Sebastián Rossi. El seleccionado Nacional Femenino Sénior fue conformado por las atletas: Melina Alonso (Capitana); Debora Guerci; Ailén Carusso; Daiana Di Medico; Cloe Andrade; Anabela Varano; Sabrina Arias y Stefania Giannino. Los entrenadores fueron Fernando Taglioretti y Mauricio Bucci. El Seleccionado Masculino Sub-21 tuvo una mención honorífica por haber competido en la categoría Sénior, y estuvo conformado por los atletas: Nicolás Pérez (Capitán); Mauricio Pérez; Francisco Flores; Ignacio Flores; Andrés Aumada; Tomás Russo; Juan Cruz Fuster; Lenadro Núñez; Sebastián Bartshoria y Mateo Chiralt. Los entrenadores fueron Fernando Taglioretti y Mauricio Bucci.

### En España
En España, se introdujo a través de los palistas del equipo nacional de velocidad en sus diversos viajes. Después del mencionado "Show Boat", se trae a España el diseño del primer kayak de este tipo, que en un principio se diseñaron como recreativo y de iniciación, sin relacionarse con el kayak polo. Más tarde, en 1977, aparece el primer artículo publicado en España en la Revista "Aguas Vivas", donde se relata la actividad de algunos palistas que utilizando kayaks de descenso practicaban el novedoso deporte del kayak polo en el Lago de la Casa de Campo de Madrid.
A finales de los años 1980 se empiezan a disputar los primeros campeonatos autonómicos pero con poco éxito de participación. En 1990, se disputa el primer "Torneo de San Isidro", organizado por el C. M. Ciencias de Madrid y el "Torneo Feria Chica" organizado por el Club Palentino. A lo largo de esta década se organizan una serie de torneos organizados por diversos clubes, que derivarían en lo que actualmente se denomina "Copa de España de Kayak Polo de Clubes". Ya en 1995, la Real Federación Española de Piragüismo organiza el primer Campeonato de España de Clubes disputado en Murcia.
En Galicia los inicios del kayak polo datan de los años 1980, pero fue en el año 1996 cuando arrancó la competición oficial con la Liga Galega.
Como jugadores destacados españoles tenemos al asturiano Marcos Mori García, nacido en Asturias. El asturiano consiguió 2 best player of de season, un pichichi y mejor jugador joven en la temporada 2014 y 2016, siendo así el primer español en conseguirlo y el único hasta ahora.
En el año 2007, la comisión directiva del Consejo Superior de Deportes aprobó definitivamente el reglamento de Kayak Polo de la Real Federación Española de Piragüismo.